# تشيلسي تشاندلر
تشيلسي تشاندلر (بالإنجليزية: Chelsea Chandler؛ مواليد 29 يناير 1994) هي مُقاتلة فنون قتالية مختلطة أمريكية.

## وصلات خارجية
- تشيلسي تشاندلر على موقع يو إف سي (الإنجليزية)
- تشيلسي تشاندلر على موقع شيردوغ (الإنجليزية)
- تشيلسي تشاندلر على موقع Tapology.com (الإنجليزية)
- لا بيانات لهذه المقالة على ويكي بيانات تخص الفن